# Hollywood, Hollywood!
Hollywood, Hollywood! (titolo originale Hollywood) è un romanzo del 1989 scritto da Charles Bukowski edito da Black Sparrow Press.

## Trama
Il romanzo narra le esperienze di Henry Chinaski, alter ego dell'autore, durante la lavorazione della sceneggiatura di Barfly (film che, effettivamente, Bukowski scrisse e nel quale appare anche in un breve cameo) dalla creazione sino alla sua conclusione.
Il romanzo è un romanzo a chiave, in cui Bukowski si chiama Henry Chinaski, sua moglie Linda si chiama Sarah, il suo amico poeta John Thomas Idlet si chiama John Galt, il suo traduttore tedesco Carl Weissner si chiama Karl Vossner e il fotografo Michael Montfort si chiama Michael Huntington.
Il film Barfly si chiama The Dance of Jim Beam e la compagnia cinematografica Cannon si chiama Firepower. Bukowski usa i seguenti nomi come pseudonimi per le persone con cui ha lavorato al film:
- Mickey Rourke, l'attore principale del film, si chiama Jack Bledsoe
- Faye Dunaway, l'attrice protagonista, si chiama Francine Bowers
- Barbet Schroeder, il regista, si chiama Jon Pinchot
- Idi Amin, il protagonista del precedente film documentario di Schroeder, si chiama Lido Mamin
- Menahem Golan, co-produttore, si chiama Harry Friedman
- Yoram Globus, co-produttore, si chiama Nate Fischman
- Robby Müller, cameraman, si chiama Hyans
- Éva Gárdos, l'editore, si chiama Kay Bronstein
- Frank Stallone, fratello di Sylvester, si chiama Lenny Fidelo (Eddie nel film)
- Dennis Hopper si chiama Mack Austin
- Sean Penn si chiama Tom Pell
- Madonna è chiamata Ramona
- Norman Mailer si chiama Victor Norman
- David Lynch si chiama Manz Loeb
- Isabella Rossellini si chiama Rosalind Bonelli
- Werner Herzog si chiama Wenner Zergog
- Taylor Hackford si chiama Hector Blackford
- Roger Ebert si chiama Rick Talbot
- Jean-Luc Godard si chiama Jon-Luc Modard
- Timothy Leary si chiama Jim Serry
- Anton Corbijn si chiama Corbell Veeker
- Steve Baës si chiama Francois Racine
- Francis Ford Coppola si chiama Frances Ford Lopalla.